# Montemorelos
Montemorelos es una ciudad mexicana cabecera del municipio homónimo, en el estado de Nuevo León. Se encuentra a 342 m s. n. m.,  en la margen izquierda del río Pilón, a 82 km al sureste de Monterrey. En 2005, la población fue de 73 428 habitantes. 
La ciudad es conocida por ser un importante centro citrícola (que le ha valido el título de Capital naranjera de México o Capital Mundial de la Naranja). Dentro del campus se encuentra el también reconocido centro médico, conocido popularmente como Hospital La Carlota, nombre derivado de una antigua hacienda muy famosa en 1982.
La región serrana en la que se encuentra hoy Montemorelos se denomina la Gran Chichimeca. El núcleo principal del municipio se llamó antiguamente Villa de San Mateo del Pilón. En el área se han llevado a cabo labores arqueológicas a partir de 1960 a cargo de Jeremiah Epstein y más recientemente por Moisés Valdés Moreno y Araceli Rivera. Se han encontrado pocos elementos arqueológicos: algunos morteros, tinajas, fogones, petroglifos o pinturas rupestres, restos botánicos de animales, puntas de flecha, raspadores, etc. 
Es difícil precisar qué grupos étnicos poblaron el Valle del Pilón antes de la llegada de los españoles. Como todos los del norte de México, denominados chichimecas en general, eran nómadas y no acostumbraban tener amplios asentamientos. Los archivos eclesiásticos entre 1700 a 1750 hablan de: tlaxcaltecas, pelones, indios, pames, mulatos (negro y español), otomíes, cadimas, guajolotes, nazas, coyotes (mestizo e indio), lobos (negro e indio), borrados (rayados), y más.

## Primeros pobladores
Se cree que los primeros pobladores del Valle del Pilón procedían de las regiones que hoy pertenecen a Detroit, Dallas y Canadá y, al igual que los demás grupos del norte de México, eran nómadas. A la llegada de los españoles, los grupos indígenas, ya de por sí escasos, se retiraron huyendo de los conquistadores.

## Las Encomiendas
La forma de control social por parte de los españoles fue la encomienda. Mediante un documento de la autoridad se “encomendaba” a los principales conquistadores la tarea de cristianizar a los grupos nativos conquistados.
Martín de Zavala, gobernador del Nuevo Reino de León en 1625, otorgó las encomiendas para su territorio. Uno de los principales encomenderos fue Alonso de León quien se asentó en el territorio en 1636.
En 1637, Martín de Zavala otorgó “los treinta sitios de estancia y caballerías de tierra, que son desde la punta del Río Garrapatas y el Potosí(…) con todos sus aguajes”, etc. al Capitán Alonso de León quien, cuatro días más tarde, tomó posesión del territorio.

## Fundación de la Villa de San Mateo del Pilón

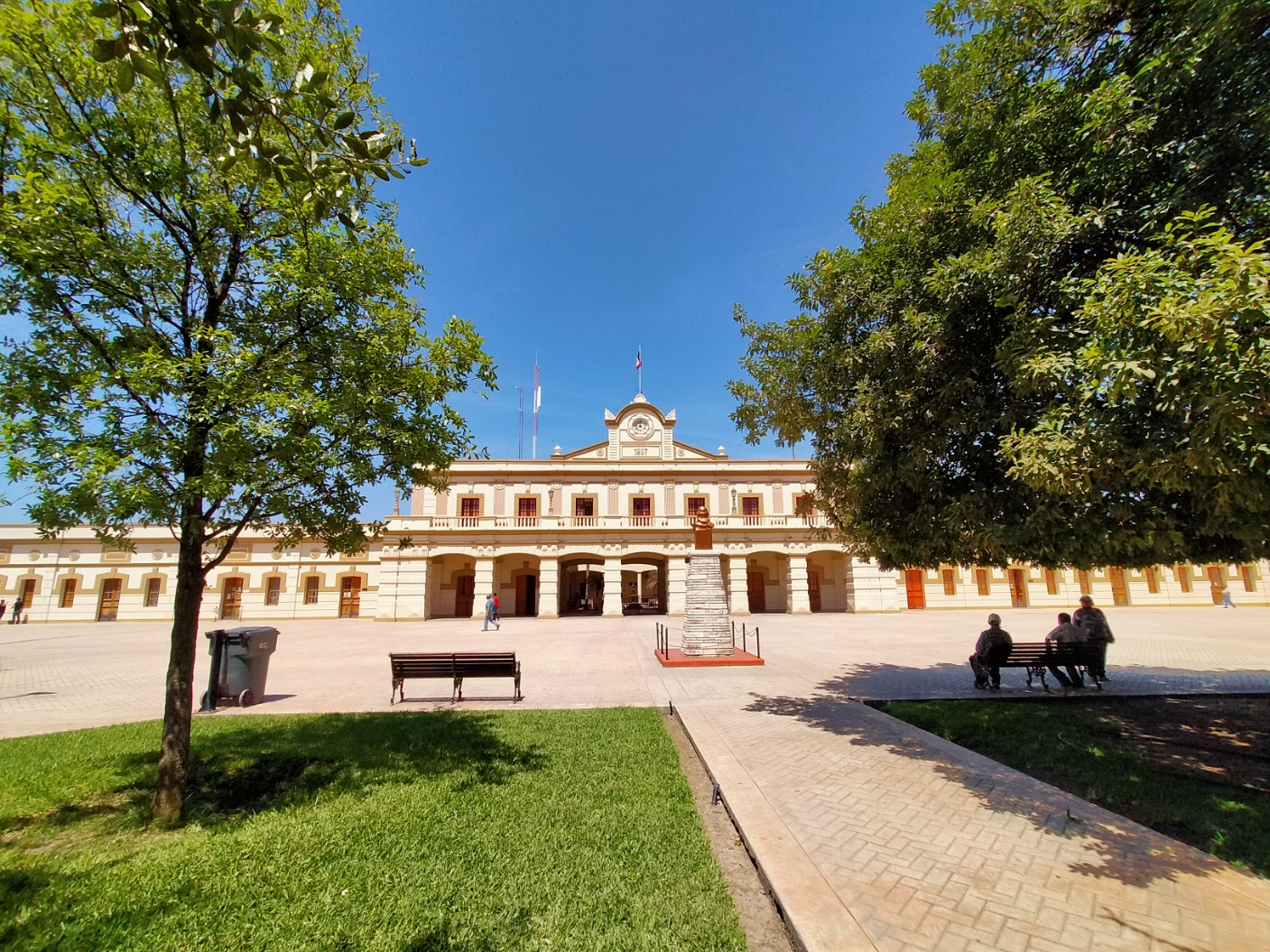
Palacio municipal de Montemorelos

Existen dos versiones sobre la fecha de fundación de la Villa de San Mateo del Pilón (hoy Montemorelos). La versión tradicional, coloca la fundación en 1701. La Villa habría sido fundada por Carlos Cantú, Alonso de León, Nicolás de Medina Cortés, Cipriano García de Pruneda, Miguel y Mateo de León y Diego de Peñalosa. 
La otra versión, del prof. Ciro R. Cantú, dice que la Villa fue fundada el 8 de abril de 1637. Las autoridades de Montemorelos consideran esta versión como correcta. Se dice que el general Alonso de León, hijo del capitán Alonso de León, estableció su hacienda en la margen norte del río Pilón y le dio por nombre “Nuestra Señora de Regla”. El desarrollo de la hacienda, fue rápido y los avecindados fueron en aumento. Estos solicitaron la intervención del ilustrísimo Señor Obispo de Guadalajara para que los dueños de la hacienda cedieran un pedazo de tierra para levantar una iglesia. En el año de 1665 ceden y renuncia a favor de su majestad, un cuarto de caballería para que se erija el primer templo a San Mateo. Y es en torno de aquella iglesia que se levanta el asentamiento original de la futura ciudad. En torno a la plaza, por el lado norte, se establecieron las fincas de los españoles propietarios de la hacienda y en la parte sur y oeste en las barrancas del río, el resto del vecindario. 
El Montemorelos antiguo, con el paso del tiempo, se extendió hacia el norte y poniente (plaza de la Constitución) formando un estrecho de donde partían dos caminos; el de la calle fundadora (Escobedo) que conducía a las misiones de Purificación y Concepción y la otra con destino a la hacienda del Capitán Alonso de León (Pilón Viejo).

## La ciudad de Montemorelos
En el año de 1825 por gestiones del primer gobernador de Nuevo León, José María Parás y Ballesteros, la antigua villa se elevó a la categoría de "ciudad", asignándosele el nombre de Montemorelos en honor a Don José María Morelos.

## Personas destacadas
- Ciro R. Cantú

(31 de enero de 1901 - 4 de julio de 1980) Profesor. Publicó su obra "El Origen de la Ciudad de Montemorelos" y la biografía de Don José María Parás Ballesteros. Fue presidente municipal de Montemorelos de 1946 a 1948. 
- Belisario de Jesús García de la Garza

4 de noviembre de 1892. Músico, poeta y militar. 
- Plinio D. Ordóñez

Profesor. El 3 de enero de 1882 fundó en Montemorelos la biblioteca que lleva su nombre.  
En 1967 dispuso que el 47% del fondo de beneficio educativo que él creó con su esposa en 1912, fuera destinando para becas a los alumnos distinguidos de la escuela secundaria General Anacleto Guerrero del Municipio de General Terán. 
El año de 1950 fue honrado con la Medalla Altamirano y en 1968 fue declarado por el Congreso “Benemérito de la Educación Neoleonesa”. El 17 de junio de 1970 murió en la ciudad de Monterrey. 
- Don José María Parás Ballesteros

Nació el 16 de abril de 1794.
Fue el primer presidente de su municipio natal, diputado constituyente al Primer Congreso del Estado, primer Gobernador Constitucional del Estado de Nuevo León en 1825.  
Estableció la casa de beneficencia para educar a los pobres, fomentó el comercio, la industria y la minería, dio un gran impulso a la imprenta, publicó la Gaceta Constitucional, elevó el colegio seminario de Monterrey a la categoría de universidad. 
También autorizó la Escuela de Medicina, estableció la "Ley de Instrucción Primaria Obligatoria y Gratuita" y creó la Oficina Directora de Enseñanza. Estableció dos escuelas en cada pueblo. Organizó las milicias cívicas y creó nuevos municipios. Promovió la educación de la mujer y creó las juntas patrióticas. Presentó la iniciativa al Congreso del Estado para que el Valle del Pilón se elevara a la categoría de ciudad, con el nombre de Montemorelos. 
- Mauro D. Salazar Bazán

Nació el 4 de abril de 1834, fue presidente municipal varias veces entre 1890 y 1902. Dejó de existir el 15 de julio de 1903. 
- Valeriano García Galván

Nació el 26 de enero de 1865, fue representante del Banco Londres y México y de la Price Oil (Rochefeller), estableció una fábrica de algodón y fue uno de los pioneros del cultivo del naranjo injertado. Fue alcalde municipal. A él se debe la instalación de la estatua a Don Benito Juárez en la plaza del mismo nombre, murió el 6 de agosto de 1938. 
- Carlos Treviño Quiroga

Profesor. Nació el 8 de febrero de 1914. De 1946 a 1958 fue secretario fundador y maestro de planta de la Escuela Normal Prof. Serafín Peña en Montemorelos Nuevo León, ocupando, de 1958 a 1971 la función de director de la Escuela Secundaria Nocturna anexa a la misma. 
Continuó como director de la Escuela Normal Prof. Serafín Peña, se jubiló con 42 años de servicio magisterial ininterrumpidos, el 15 de agosto de 1975, dejando el puesto de director hasta el 7 de enero de 1976, fecha en que llegó quien lo substituiría. Creó escuelas y erigió en la Loma de la Cruz el monumento a Don José María Morelos y Pavón en 1969. 
En el dector político se destacó por haber servido en puestos de elección popular como síndico primero del ayuntamiento en Montemorelos (1945-1948), fue regidor 5.º del cabildo (1952-1954) y presidente municipal (1967-1969). 
Recibió las medallas Rafael Ramírez e Ignacio Altamirano por antigüedad en el servicio, se ha hecho acreedor a las medallas de Mérito Cívico, Mérito Magisterial y el Cronista. La Escuela Secundaria de Pablillo, municipio de Galeana, Nuevo León, lleva su nombre.
- Juan Lozano, .Fue un distinguido atleta y maestro de taekwondo reconocido a nivel nacional.

- Jesús Aguirre Aranda, músico profesional fundador del grupo Clase del 57. Nació el 8 de agosto de 1972.

## Extensión
La extensión territorial del municipio es de 1,706.2 kilómetros cuadrados.

## Orografía
- Sierras: sierra Los Nogales, que forma parte de la sierra Madre Oriental.[5]
- Lomas: Prieta, Graniza, El Amole, Las Flores, Alta, Olmo, Labrantía, La Guerra, Las Tres Lomas, La Perrita, Sabinillas, Blanca, Garrapatas, Linda, El Vinatero, El Calvario y El Guaje.
- Cerros: La Mora, La Leona.
- Mesas: Alto, Ébano, El Tepetate.

## Hidrografía
El municipio de Montemorelos cuenta con varios ríos, ninguno de ellos navegable más de caudal constante, los de mayor importancia son El Ramos, El Pilón, El Blanquillo y El Potosí. 

## Clima
Montemorelos se encuentra en el grupo de clima templado, según la clasificación de Wladimir Köppen en 1936, y en el subgrupo de clima semicálido del tipo subhúmedo, según las modificaciones que elaboró Enriqueta García para la Dirección General de Geografía del Instituto Nacional de Estadística, Geografía e Informática. 
Cálido y seco en verano, húmedo y crudo en invierno y en resumen extremoso son las características del clima de este municipio. La temperatura media varía entre 22 °C y 24 °C y predomina en los meses de marzo, abril, octubre y noviembre.  
En verano se alcanzan temperaturas alrededor de los 40 °C. Seco, pero con lluvias esporádicas generalmente en septiembre y octubre.
| Parámetros climáticos promedio de Montemorelos (309 m s. n. m.)                                            | Parámetros climáticos promedio de Montemorelos (309 m s. n. m.) | Parámetros climáticos promedio de Montemorelos (309 m s. n. m.) | Parámetros climáticos promedio de Montemorelos (309 m s. n. m.) | Parámetros climáticos promedio de Montemorelos (309 m s. n. m.) | Parámetros climáticos promedio de Montemorelos (309 m s. n. m.) | Parámetros climáticos promedio de Montemorelos (309 m s. n. m.) | Parámetros climáticos promedio de Montemorelos (309 m s. n. m.) | Parámetros climáticos promedio de Montemorelos (309 m s. n. m.) | Parámetros climáticos promedio de Montemorelos (309 m s. n. m.) | Parámetros climáticos promedio de Montemorelos (309 m s. n. m.) | Parámetros climáticos promedio de Montemorelos (309 m s. n. m.) | Parámetros climáticos promedio de Montemorelos (309 m s. n. m.) | Parámetros climáticos promedio de Montemorelos (309 m s. n. m.) |
| Mes | Ene.                                                            | Feb.                                                            | Mar.                                                            | Abr.                                                            | May.                                                            | Jun.                                                            | Jul.                                                            | Ago.                                                            | Sep.                                                            | Oct.                                                            | Nov.                                                            | Dic.                                                            | Anual                                                           |
| --- | --------------------------------------------------------------- | --------------------------------------------------------------- | --------------------------------------------------------------- | --------------------------------------------------------------- | --------------------------------------------------------------- | --------------------------------------------------------------- | --------------------------------------------------------------- | --------------------------------------------------------------- | --------------------------------------------------------------- | --------------------------------------------------------------- | --------------------------------------------------------------- | --------------------------------------------------------------- | --------------------------------------------------------------- |
| Temp. máx. abs. (°C)                                                                                       | 35.5                                                            | 38.0                                                            | 41.5                                                            | 43.5                                                            | 43.5                                                            | 43.5                                                            | 45.0                                                            | 45.5                                                            | 41.5                                                            | 37.0                                                            | 38.5                                                            | 38.5                                                            | 45.5                                                            |
| Temp. máx. media (°C)                                                                                      | 20.9                                                            | 23.1                                                            | 26.8                                                            | 30.7                                                            | 32.1                                                            | 34.4                                                            | 35.8                                                            | 35.5                                                            | 31.9                                                            | 28.1                                                            | 23.8                                                            | 21.2                                                            | 28.7                                                            |
| Temp. mín. media (°C)                                                                                      | 6.2                                                             | 7.8                                                             | 11.8                                                            | 16.4                                                            | 19.4                                                            | 21.5                                                            | 21.8                                                            | 21.7                                                            | 20.0                                                            | 16.1                                                            | 11.1                                                            | 7.4                                                             | 15.1                                                            |
| Temp. mín. abs. (°C)                                                                                       | -10.0                                                           | -10.0                                                           | 0.0                                                             | 5.0                                                             | 8.5                                                             | 10.0                                                            | 15.0                                                            | 11.5                                                            | 10.0                                                            | 6.0                                                             | -1.0                                                            | -4.0                                                            | -10.0                                                           |
| Precipitación total (mm)                                                                                   | 16.5                                                            | 24.1                                                            | 30.7                                                            | 54.5                                                            | 94.5                                                            | 104.2                                                           | 56.5                                                            | 119.7                                                           | 191.1                                                           | 116.7                                                           | 37.7                                                            | 18.3                                                            | 864.5                                                           |
| Días de lluvias (≥ 1 mm)                                                                                   | 4.53                                                            | 4.96                                                            | 4.1                                                             | 5.5                                                             | 6.44                                                            | 5.1                                                             | 3.86                                                            | 6.1                                                             | 8.46                                                            | 6.48                                                            | 5.33                                                            | 4.46                                                            | 65.32                                                           |
| Días de nevadas (≥ 1 mm)                                                                                   | 0.16                                                            | 0.03                                                            | 0                                                               | 0                                                               | 0                                                               | 0                                                               | 0                                                               | 0                                                               | 0                                                               | 0                                                               | 0                                                               | 0                                                               | 0.19                                                            |
| Fuente: Colegio de Postgraduados: Normales climatológicas para el Estado de Nuevo León 15 de junio de 2011 |                                                                 |                                                                 |                                                                 |                                                                 |                                                                 |                                                                 |                                                                 |                                                                 |                                                                 |                                                                 |                                                                 |                                                                 |                                                                 |

## Principales ecosistemas
- Flora

La vegetación de la zona está compuesta por diversas especies, predominan las de tipo matorral submontano, encontrando también pastizales en pequeñas porciones dispersas y vegetación ripiaria, las cuales se localizan en áreas que favorecen su crecimiento. 
- Fauna

La que actualmente domina en la región son el conejo, la ardilla, liebre, tejón, tlacuache, tórtolas, cuervos, zopilotes, búhos, palomas, águilas, cardenales, colibríes. En los ríos y presas las especies dominantes son mojarras, bagre y robalo.

## Grupos étnicos
El municipio cuenta con 84 habitantes que practican alguna lengua indígena,[cita requerida] que representan un 0,18% de la población total del municipio. 
De acuerdo a los resultados que presentó el II Conteo de Población y Vivienda en el 2005,[cita requerida] en el municipio habitan un total de 214 personas que hablan alguna lengua indígena.

## Evolución demográfica
Según el censo de 2010, en el municipio se tenían 60 829 habitantes con una densidad de 32.5 hab/km². El censo presentó 30 046 hombres y 30 783 mujeres. 
Es importante señalar que para el año 2000, según los resultados del Censo de Población y Vivienda efectuado por el INEGI, en el municipio se computaron 52.741 habitantes, de los cuales 26.286 son hombres y 26.455 son mujeres. Lo anterior muestra, que a pesar de ser una ciudad ajena al área metropolitana de Monterrey, ha mantenido un constante aumento de su población a comparación de otras localidades y municipios del estado.

## Artesanías
El Sr. Fortino Fernández Leal (1893-1964) fue quien comenzó la fabricación de carros boges que eran unos carros ligeros, wuayines, carretas y ruedas de carretas, además de mangos para arados o manseras, trompos, yoyos, baleros, muñecas, carritos de madera y horquillas para colgar la ropa. Contaba con una fábrica en la calle Galeana, entre Escobedo y Constitución, que daba empleos a más de 40 familias y distribuía sus productos por todo el país y también lo exportaba a Estados Unidos. Abastecía a las compañías "Casa Holck", "Casa Chapa", "Casa Crown" (compañía estadounidense). Su razón social era: Fábrica de Curiosidades. 
Existen en la localidad otras personas que también se dedican a la fabricación de trompos, yoyos, baleros de madera, etc. También hay artesanos que se dedican a fabricar sillas rústicas de tenaza y carpinteros que producen carretas, tartanas y diligencias.
En este espacio es pertinente mencionar uno de los notables talladores de madera, el Prof. José Muñóz Pequeño, quien elabora productos artesanales con raíces de árboles. El sr. Javier Ramírez Botello, escultor de naturaleza muerta dándole forma a troncos caídos ya sea de ébano, mezquite, pino etc. tiene su taller en el conocido barrio Lerdo de Tejada.

## Educación
- Primarias

Hay 40 planteles que atienden a un total de 8.345 alumnos distribuidos en 88 aulas. 
- Preparatoria

Este nivel de educación es proporcionado por unidades de la iniciativa privada: la Universidad de Montemorelos, la Universidad de Monterrey y, pública: la Universidad Autónoma de Nuevo León a través de la preparatoria número 6 y la preparatoria del Instituto Americano Montemorelos. En total existen tres unidades que dan servicio a 916 alumnos en 46 aulas. 
- Escuelas normales

Existen actualmente dos escuelas normales: La escuela normal Profesor Serafín Peña, que atiende cerca de 1000 alumnos en dos licenciaturas diferentes: educación primaria y educación preescolar; y la Licenciatura en Educación Primaria que ofrece la Universidad de Montemorelos. 
- Escuelas técnicas

Atienden a 840 alumnos a través de un Centro de Estudio Tecnológico Industrial (CETIS) y dos escuelas privadas en un total de 30 aulas.
También se encuentra la Preparatoria Militarizada el cual es el tercer plantel construido en Nuevo León. 
- Universidad
- Universidad de Montemorelos
- Universidad Tecnológica Montemorelos (extensión UT Santa Catarina y UT Linares)

## Salud
El municipio es atendido a través de las casas de salud, el centro de salud Rural, unidades móviles, el Hospital General y unidades auxiliares de salud dependientes de la Secretaría Estatal de Salud (SES). Existen además, el Hospital General de Zona y una unidad Médico Familiar dependiente del Instituto Mexicano del Seguro Social (IMSS), un Centro Médico —ubicado en la cabecera municipal— dependiente del Instituto de Seguridad y Servicios Sociales de los Trabajadores del Estado de Nuevo León (ISSTELEON), el Hospital La Carlota y otros hospitales particulares, centros hospitalarios especializados, naturistas y consultorios médicos particulares.

## Instituto de la Visión
Es un instituto que atiende a pacientes con problemas oculares. Está ubicado en el Hospital la Carlota en el territorio de la Universidad de Montemorelos. Brinda su servicio a la comunidad en general y al personal de dicha universidad. Actualmente brinda consultas oftalmológicas y microcirugía en los servicios de Retina, Catarata, Glaucoma, Córnea, Plástica Ocular y Oftalmopediatría, y forma especialistas médicos en oftalmología y subespecialistas en retina, y segmento anterior. Se caracteriza por su trato amable y de interés por el paciente. Basados en una visión de servicio cristiano. Cada año realiza campañas gratuitas de cataratas, por lo que acuden personas de diferentes partes de Nuevo León y Tamaulipas. El objetivo del instituto es brindar el mejor servicio a sus pacientes de manera que se sientan apoyados y animados en las dificultades que tienen con su vista.

## Edificios

### Cruz gigante
Desde 2021, la cruz más grande de México se encuentra cerca de Montemorelos. Se trata de una construcción de acero tubular de 73 metros de altura y 55 toneladas de peso, que fue erigida con grúa.